# Vojmír Srdečný
Vojmír Dalibor Srdečný (6. října 1919 Albrechtice nad Orlicí – 14. srpna 2019) byl poslední přeživší student odvlečený během nacistických represí proti studentům ze 17. listopadu 1939 do koncentračního tábora v Sachsenhausenu.

## Život
Vojmír Srdečný se narodil do velmi činné rodiny. Jeho otec pracoval v pojišťovně a v roce 1913 založil Sokol v Albrechticích a působil v ochotnickém divadle. 
Srdečný byl v roce 1939 přijat do Ústavu pro vzdělávání profesorů tělesné výchovy v Praze a při studiu bydlel na Švehlově koleji. Na konci října 1939 se zúčastnil protinacistické demonstrace a 15. listopadu téhož roku tryzny za Jana Opletala. Po pěti týdnech studia, 17. listopadu 1939, vtrhla na jeho kolej razie nacistů a stovky studentů včetně něho byly deportovány do koncentračního tábora v Sachsenhausenu. Dvě stovky studentů včetně Srdečného z tábora vyvázly po 1 roce, 1 měsíci a 1 dni a Srdečný se po propuštění vrátil v prosinci 1940 do Albrechtic. Dva roky působil jako praktikant v pojišťovně, potom byl nuceně nasazen v továrně Guss- und Metallgesellschaft v Holicích.
Po druhé světové válce začal zpracovávat evidenci deportovaných studentů. Spolu s Vojtou Janečkem, který byl předsedou historické skupiny „17. listopad“, vytvořili databázi 1200 studentů, kteří byli zadrženi, vězněni a někteří z nich zavražděni.
Srdečného celý život zajímala práce s tělesně hendikepovanými lidmi. V roce 1947 začal působit v Rehabilitačním ústavu v Kladrubech, kde se mu podařilo založit například Kladrubské hry pro tělesně postižené. O dva roky později odešel a uplatnil se jako rehabilitační pracovník ve státních lázních Velké Losiny, kde pomáhal léčit následky dětské obrny. V roce 1959 se opět vrátil do Rehabilitačního ústavu v Kladrubech. Poté přes 20 let (1964–1985) působil jako odborný asistent na katedře tělesné výchovy na Pedagogické fakultě Univerzity Hradec Králové.
Podporoval sportování u hendikepovaných osob. Proto se velmi zasazoval o účast hendikepovaných sportovců na paralympiádě. Snahy o tuto účast prokázal už na začátku 60. let, ale úspěch se dostavil až v 70. letech 20. století. V roce 1980, kdy se konaly paralympijské hry v nizozemském Arnhemu, jel jako vedoucí výpravy. Vojmír Srdečný se stal členem předsednictva Československého svazu tělesně postižených sportovců, který u nás vznikl v roce 1969.
Byl autorem prvních učebnic současného pojetí zdravotní tělesné výchovy - například Tělesná výchova zdravotně oslabených.

## Ocenění
- Uvedení do síně slávy oboru Aplikovaných pohybových aktivit (Adapted Physical Activity) za celoživotní působení v oblasti rehabilitace zdravotní tělesné výchovy (2014)
- Stříbrná pamětní medaile Senátu (2018)[7]
- Cena dr. Františka Ulricha (2019)[8]
- Cena Jana Opletala – in memoriam (2019)